# Absolute Garbage
Absolute Garbage (с англ. — «Абсолютный мусор») — сборник лучших песен американской рок-группы Garbage, выпущенный 23 июля 2007 года лейблами Geffen Records, Almo Sounds, Universal Music Enterprises в Северной Америке и A&E Records в других странах. Выход сборника состоялся после того, как группа прервала свой «творческий отпуск» и выступила на благотворительном концерте в Глендейле 31 января 2007 года.
Альбом включает в себя шестнадцать синглов группы, прошедших ремастеринг, новую песню «Tell Me Where It Hurts» и два новых ремикса на композиции «Bad Boyfriend» и «It’s All Over but the Crying». Сборнику предшествовала песня «Tell Me Where It Hurts», которая вышла в качестве сингла 16 июля 2007 года. Релиз аудиоверсии Absolute Garbage состоялся на компакт-диске. В расширенную версию сборника вошёл специальный бонусный диск, содержащий ремиксы, подготовленные UNKLE, Massive Attack, The Crystal Method, Fun Lovin’ Criminals и многими другими. DVD-издание содержит шестнадцать видеоклипов и документальный фильм Thanks For Your, Uhhh Support, в котором были использованы кадры, снятые за кулисами, фрагменты концертных выступлений и интервью, охватывающие всю карьеру группы.

## Составление сборника
25 августа 2005 года Garbage прервали свой гастрольный тур в поддержку альбома Bleed Like Me. В октябре участники группы объявили о «бессрочном отпуске» и прекратили творческую деятельность. Однако спустя месяц стало известно, что Garbage планируют выпустить сборник лучших хитов. В январе 2006 года стало известно официальное название — Absolute Garbage, а в ноябре был обнародован трек-лист альбома.
Барабанщик группы Бутч Виг считал, что Absolute Garbage станет «окончательной точкой части карьеры» группы, имея в виду продвижение Garbage к новому творческому этапу, в то время как гитарист Дюк Эриксон говорил, что «выпуск сборника лучших песен является хорошим способом оставаться занятым, при этом неперетруждаясь». Когда участники группы начали собирать материал для сборника выяснилось, что мастер-диск дебютного альбома был утрачен. Ни у одного из лейблов c которыми сотрудничала группа его не оказалось, а поиски не давали каких либо результатов. Позднее Бутч Виг и звукорежиссёр Билли Буш смогли разыскать архив, однако звуковые ленты оказались повреждёнными или неполными. Звукоинженер Эмили Лазар занялась реверс-инжинирингом недостающих треков из поврежденного архива. Несмотря на то, что резервные копии треки имели довольно плохое качество, с их помощью Лазар в своей студии в Нью-Йорке смогла восстановить недостающие записи из архива. Лазар также использовала некоторые альтернативные версии песен. Помощник Эмили Лазара Джо ЛаПорта занимался ремастерингом ремиксов.
В феврале 2007 года на домашней студии Бутча Вига GrungeIsDead группа начала работу над новым материалом. До этого музыканты обменивались идеями по поводу новых треков через Интернет. Ширли Мэнсон написала песню «Tell Me Where It Hurts», название и черновой вариант которой она придумала несколькими годами ранее. Первая записанная версия этой композиции по мнению музыкантов имела слишком «тяжёлые» гитарные партии, и поэтому участники группы решили переработать «Tell Me Where It Hurts» вместе с концертным участником группы, бас-гитаристом Дэниелом Шульманом. Группа записала ещё три песни: «Betcha» (пародия на песню Don't Cha группы Pussycat Dolls), «All the Good In This Life», которую Виг охарактеризовал, как «что-то вроде Pink Floyd» и «Girls Talk Shit», оставшаяся неизданной. Также Garbage записали ремикс на композицию «Bad Boyfriend», работу над которым Бутч Виг начал ещё в 2006 году. Кроме того музыканты совместно с продюсерами Джереми Уитли и Брио Теллефарио переработали трек «It’s All Over but the Crying»; эту версию песни группа планировала выпустить в качестве сингла, но по неизвестной причине её выход был отменён. Ремикшированная версия «Push It» была подготовлена продюсером Крисом Шелдоном.
У участников группы возник спор по поводу того, какие именно композиции должны быть включены в сборник. Ширли Мэнсон была категорически против песни «Androgyny» (из альбома Beautiful Garbage), однако другие участники группы настаивали на её присутствии в альбоме. О процессе составления сборника Бутч Виг сказал:

Это было тяжело, потому что мы, должны были объединить то, что мы сделали за последние 10 лет в один короткий абзац.Оригинальный текст (англ.)«It's been a burden because we're encompassing what we've done over the last 10 years in one short paragraph».

Группа составила часовой документальный фильм Thanks For Your Uhh, Support, который был выпущен на DVD-версии сборника. В фильме были использованы кадры снятые за кулисами, архив концертных выступлений и интервью, охватывающих всю карьеру Garbage. Также в фильме есть интервью, взятые у дочери Дюка Эриксона Рокси, звукоинженера Билли Буша, концертных участников Garbage Дэниела Шульмана и Эрика Эвери, членов группы Foo Fighters Дэйва Грола и Тейлора Хокинса, Джека Уайта из группы The White Stripes и многих других. Диски, имеющие региональное кодирование 1, содержат видеоклипы ко всем шестнадцати синглам группы, за исключением «#1 Crush», к которому клип не был снят. На DVD, вышедших в регионе с кодировкой 2, отсутствует видеоклип на песню «Tell Me Where It Hurts».
Absolute Garbage стал последним релизом группы на Warner Music. В одном из интервью журналу Spin Ширли Мэнсон призналась:

Это было последней каплей, переполнившей чашу. Лейбл потребовал, чтобы мы выпустили для британского рынка сборник хитов для выполнения «квартального отчёта». Мы были не в состоянии что-либо сделать. Результатом стало то, что сборник фактически не рекламировался. Это дало нам понять всю глупость произошедшего.Оригинальный текст (англ.)«This was the final straw that broke our backs. The record company we had been sold to in the U.K. demanded that we release a "greatest hits" in order to meet their quarterly requirements. We were not in a position to stop it. As a result, they shoved this collection out with no promotion whatsoever. It was right there and then that we realized how crazy and out of whack things had gotten».

В 2012 году уже на собственном независимом лейбле Stunvolume Records Garbage выпускают пятый студийный альбом Not Your Kind of People.

## Художественное оформление

Garbage на промофото, прилагавшееся к буклету альбома

Музыкальный журналист Питер Мёрфи занимался написанием биографии группы для буклета к альбому. Он содержит множество фотографий Garbage, которые в различные периоды карьеры группы были сделаны Стефаном Седнэоуи, Элленом фон Унвертом, Джоном Ранкином Уодделлом, Пэтом Поупом, Уорвиком Сэйнтом и Джозефом Калтисом. Оформлением альбома занималась студия Тома Хингстона. Обложка Absolute Garbage создана Дэвидом Хьюзом.

## Продвижение и релиз альбома
Бутч Виг стал первым участником группы, который официально подтвердил планы Garbage выпустить сборник лучших песен. 10 ноября 2006 года, в пресс-релизе от Warner Music Group была указана дата британского релиза — 19 марта 2007, в то время, как журнал NME сообщил, что Absolute Garbage будет выпущен 5 марта. 11 мая 2007 года на официальном веб-сайте группы были размещены обложка и художественное оформление альбома, а 22 мая подтверждены трек-лист, форматы издания и возможная дата релиза 16/17 июля. Позже выпуск Absolute Garbage перенесён из-за технических проблем, возникших с североамериканской DVD-версией.
Рекламная кампания Absolute Garbage началась в конце мая 2007 года, когда лейбл Geffen Records предоставил возможность прослушать «Tell Me Where It Hurts» и ремикс «Bad Boyfriend» в профиле Garbage на Myspace. Вскоре на британском канале Channel 4 состоялась премьера видеоклипа на композицию «Tell Me Where It Hurts». В начале июня началась ротация «Tell Me Where It Hurts» на радиостанциях XFM Scotland Upfront, Radio Forth и BBC Radio 2. Ремикс «Push It» также ротировался на XFM Scotland Upfront в течение трёх недель. Сингл «Tell Me Where It Hurts» был выпущен 16 июля 2007 года лейблом A&E Records на грампластинках, DVD и компакт-дисках (с композицией «Betcha» в качестве би-сайда). Сингл дебютировал на 50-й строчке британского хит-парада. 23 июля 2007 Absolute Garbage был выпущен в Великобритании, в то время как релиз в Северной Америке состоялся днём позже. iTunes-версия сборника содержала бонус-трек «All The Good In This Life».

## Реакция общественности
| Совокупная оценка | Совокупная оценка                                                        |
| Источник          | Оценка                                                                   |
| ----------------- | ------------------------------------------------------------------------ |
| Metacritic        | 69/100                                                                   |
| Оценки критиков   |                                                                          |
| Источник          | Оценка                                                                   |
| Allmusic          | [ 42 ]                                                                   |
| BBC               | благоприятный                                                            |
| Digital Spy       | [ 43 ]                                                                   |
| Heat              | 5 из 5 звёзд · 5 из 5 звёзд · 5 из 5 звёзд · 5 из 5 звёзд · 5 из 5 звёзд |
| Mojo              | [ 44 ]                                                                   |
| musicOMH          | [ 45 ]                                                                   |
| Kerrang!          | 2 из 5 звёзд · 2 из 5 звёзд · 2 из 5 звёзд · 2 из 5 звёзд · 2 из 5 звёзд |
| PopMatters        | [ 46 ]                                                                   |
| Q                 | [ 47 ]                                                                   |
| Slant Magazine    | [ 48 ]                                                                   |
| Spin              | [ 49 ]                                                                   |
| Stylus Magazine   | B                                                                        |
| Uncut             | [ 51 ]                                                                   |

### Мнения критиков
Absolute Garbage получил преимущественно положительные отзывы от музыкальных критиков. Редактор электронного журнала Slant Magazine Сэл Синкемани положительно оценил сборник, описав его, как «антропологическое учение музыкальных реликтов ушедшей эпохи», в то время, как Лайла Хассани из Heat, к своему пятизвёздочному обзору написала: «Немногие современные рок-группы с женским вокалом выдерживают испытание временем…». Обозреватель сайта musicOMH Бен Хогвуд оценил альбом в 4 звезды из возможных 5; по его мнению Absolute Garbage «демонстрирует всю силу и глубину творчества Garbage». Джейми Джилл в своём обзоре для Би-би-си написал, что Absolute Garbage является «прекрасным наследием от блестящей и всегда интересной группы» и что альбом «не похож ни на один какой-либо сборник хитов». Ник Левин из Digital Spy присудил альбому 4 звезды из 5; по мнению Левина «Garbage удалось сделать поп-музыку для людей, которые думали, что им не нравится поп-музыка. Поэтому, что бы с ними не случилось в будущем, они заслуживают того, чтобы их вспоминали с теплотой».
Многие критики отметили, что сборник охватывает в основном ранние этапы творчества группы. «Выбранные песни, скорее всего, указывают на то, что Garbage хотели выделить тот этап их карьеры, который больше всего важен для поклонников… им никогда полностью не удавалось [достичь] блеска их ранних работ» — написала Виктория Дархэм в своей рецензии для журнала Rock Sound. Редактор журнала Classic Rock Джонни Ди высоко оценил новую песню группы «Tell Me Where It Hurts»: «Более поздний материал выглядит шаблонно, однако, новая песня „Tell Me Where It Hurts“ добавляет динамичности и хорошо держится рядом с их несравненным ранними композициями». Обозреватель Allmusic Стивен Томас Эрлвин, написал, что несмотря на практически полное игнорирование песен 2000-х годов, таких как «Run Baby Run», «сборник охватывает самую необходимую стадию творчества Garbage». Публицист журнала Billboard Керри Мэйсон помимо самого сборника, высоко оценила диск с ремиксами в специальном издании Absolute Garbage. Она написала, что «группа всегда выбирала лучших танцевальных продюсеров, не один из тринадцати треков не является одноразовым».
Негативно оценил альбом Том Бирэнт из Kerrang!. Он присудил работе всего 2 звезды из 5, раскритиковав наличие в основном старых композиций Garbage. В своей рецензии Бирэнт написал: «То, что когда-то было частью какого-то времени, так и останется в этом времени…». Оценка 3 из 10 была поставлена журналом Uncut. По мнению редактора Стивена Труссе в сборнике упущены по-настоящему хитовые композиции, в частности «Androgyny».

### Продажи
Absolute Garbage дебютировал на 11-й строчке на британского чарта с 13 372 проданными экземплярами за первую неделю. В США сборник дебютировал на 68-й строчке Billboard 200 с проданным тиражом более 11 000 экземпляров. Absolute Garbage также попал в верхнюю десятку чарта Top Internet Albums. В Австралии альбом дебютировал на 23-й строчке ARIA Charts, после чего на следующей неделе Absolute Garbage поднялся до 18-й строчки, оставаясь на ней в течение восьми недель.

## Список композиций
Автор всех песен группа Garbage, за исключением отмеченных
| №   | Название                                                                  | Автор(ы)                                                     | Длительность |
| --- | ------------------------------------------------------------------------- | ------------------------------------------------------------ | ------------ |
| 1.  | «Vow» (из альбома Garbage)                                                |                                                              | 4:32         |
| 2.  | «Queer» (из альбома Garbage)                                              |                                                              | 4:37         |
| 3.  | «Only Happy When It Rains» (из альбома Garbage)                           |                                                              | 3:47         |
| 4.  | «Stupid Girl» (из альбома Garbage)                                        | Garbage, Николас Хидон, Джо Страммер, Мик Джонс, Пол Симонон | 4:18         |
| 5.  | «Milk» (из альбома Garbage)                                               |                                                              | 3:50         |
| 6.  | «#1 Crush» (из саундтрека к фильму Ромео + Джульетта)                     |                                                              | 4:45         |
| 7.  | «Push It» (из альбома Version 2.0)                                        | Garbage (Интерполяция: Брайан Уилсон и Роджер Кристиан)      | 4:03         |
| 8.  | «I Think I'm Paranoid» (из альбома Version 2.0)                           |                                                              | 3:39         |
| 9.  | «Special» (из альбома Version 2.0)                                        |                                                              | 3:47         |
| 10. | «When I Grow Up» (из альбома Version 2.0)                                 |                                                              | 3:24         |
| 11. | «You Look So Fine» (из альбома Version 2.0)                               |                                                              | 5:22         |
| 12. | «The World Is Not Enough» (из саундтрека к фильму И целого мира мало)     | Дэвид Арнольд, Дон Блэк                                      | 3:58         |
| 13. | «Cherry Lips (Go Baby Go!)» (из альбома Beautiful Garbage)                |                                                              | 3:13         |
| 14. | «Shut Your Mouth» (из альбома Beautiful Garbage)                          |                                                              | 3:27         |
| 15. | «Why Do You Love Me» (из альбома Bleed Like Me)                           |                                                              | 3:53         |
| 16. | «Bleed Like Me» (из альбома Bleed Like Me)                                |                                                              | 4:01         |
| 17. | «Tell Me Where It Hurts» (новая песня)                                    |                                                              | 4:10         |
| 18. | «It's All Over but the Crying» (ремикс; оригинал в альбоме Bleed Like Me) |                                                              | 3:49         |

| №   | Название                    | Длительность |
| --- | --------------------------- | ------------ |
| 19. | «All the Good in This Life» | 4:20         |

| №   | Название                                          | Длительность |
| --- | ------------------------------------------------- | ------------ |
| 1.  | «The World Is Not Enough» (UNKLE remix)           | 5:01         |
| 2.  | «When I Grow Up» (Jagz Kooner remix)              | 5:23         |
| 3.  | «Special» (Brothers in Rhythm remix)              | 5:15         |
| 4.  | «Breaking Up the Girl» (Timo Maas remix)          | 5:19         |
| 5.  | «Milk» (Massive Attack remix)                     | 4:31         |
| 6.  | «Cherry Lips (Go Baby Go)» (Roger Sanchez remix)  | 5:01         |
| 7.  | «Androgyny» (Felix Da Housecat remix)             | 5:29         |
| 8.  | «Queer» (Rabbit in the Moon remix)                | 5:04         |
| 9.  | «I Think I'm Paranoid» (The Crystal Method remix) | 4:25         |
| 10. | «Stupid Girl» (Todd Terry remix)                  | 3:47         |
| 11. | «You Look So Fine» (Fun Lovin’ Criminals remix)   | 3:38         |
| 12. | «Push It» (Boom Boom Satellites remix)            | 5:22         |
| 13. | «Bad Boyfriend» (Garbage remix)                   | 5:04         |

| №   | Название                                                       | Режиссёр        | Длительность |
| --- | -------------------------------------------------------------- | --------------- | ------------ |
| 1.  | «Vow»                                                          | Сэмюэль Бейер   | 4:33         |
| 2.  | «Queer»                                                        | Стефан Седнои   | 4:53         |
| 3.  | «Only Happy When It Rains»                                     | Сэмюэль Бейер   | 3:58         |
| 4.  | «Stupid Girl»                                                  | Сэмюэль Бейер   | 4:27         |
| 5.  | «Milk»                                                         | Стефан Седнои   | 3:50         |
| 6.  | «Push It»                                                      | Андреа Джакоббе | 4:11         |
| 7.  | «I Think I'm Paranoid»                                         | Мэтью Ролстон   | 3:39         |
| 8.  | «Special»                                                      | Даун Шэдфорт    | 4:06         |
| 9.  | «When I Grow Up»                                               | Софи Мюллер     | 3:24         |
| 10. | «You Look So Fine»                                             | Стефан Седнои   | 3:51         |
| 11. | «The World Is Not Enough»                                      | Филипп Штольц   | 4:02         |
| 12. | «Cherry Lips»                                                  | Джозеф Кан      | 3:13         |
| 13. | «Shut Your Mouth»                                              | Эллиот Шаффер   | 3:30         |
| 14. | «Why Do You Love Me»                                           | Софи Мюллер     | 3:53         |
| 15. | «Bleed Like Me»                                                | Софи Мюллер     | 4:05         |
| 16. | «Tell Me Where It Hurts»                                       | Софи Мюллер     | 4:12         |
| 17. | «Thanks For Your Uhh, Support» (спродюсирован Грегом Капланом) |                 | 1:09:03      |

| №   | Название                                                       | Режиссёр        | Длительность |
| --- | -------------------------------------------------------------- | --------------- | ------------ |
| 1.  | «Vow»                                                          | Сэмюэль Бейер   | 4:33         |
| 2.  | «Queer»                                                        | Стефан Седнои   | 4:53         |
| 3.  | «Only Happy When It Rains»                                     | Сэмюэль Бейер   | 3:58         |
| 4.  | «Stupid Girl»                                                  | Сэмюэль Бейер   | 4:27         |
| 5.  | «Milk»                                                         | Стефан Седнои   | 3:50         |
| 6.  | «Push It»                                                      | Андреа Джакоббе | 4:11         |
| 7.  | «I Think I'm Paranoid»                                         | Мэтью Ролстон   | 3:39         |
| 8.  | «Special»                                                      | Даун Шэдфорт    | 4:06         |
| 9.  | «When I Grow Up»                                               | Софи Мюллер     | 3:24         |
| 10. | «You Look So Fine»                                             | Стефан Седнои   | 3:51         |
| 11. | «The World Is Not Enough»                                      | Филипп Штольц   | 4:02         |
| 12. | «Cherry Lips»                                                  | Джозеф Кан      | 3:13         |
| 13. | «Shut Your Mouth»                                              | Эллиот Шаффер   | 3:30         |
| 14. | «Why Do You Love Me»                                           | Софи Мюллер     | 3:53         |
| 15. | «Bleed Like Me»                                                | Софи Мюллер     | 4:05         |
| 16. | «Thanks For Your Uhh, Support» (спродюсирован Грегом Капланом) |                 |              |
| 17. | Без названия                                                   |                 | 1:09:03      |

## Позиции в чартах
| Чарт (2007)                            | Высшая позиция |
| -------------------------------------- | -------------- |
| Австралия (ARIA)                       | 18             |
| Бельгия/Валлония (Ultratop)            | 28             |
| Бельгия/Фландрия (Ultratop)            | 38             |
| Великобритания (UK Albums Chart)       | 11             |
| Германия (Offizielle Top 100)          | 68             |
| Европейский союз (Billboard)           | 35             |
| Ирландия (IRMA)                        | 22             |
| Испания (PROMUSICAE)                   | 59             |
| Италия (Classifica album)              | 79             |
| Канада (Billboard)                     | 43             |
| США (Billboard 200)                    | 68             |
| США (Billboard Top Alternative Albums) | 24             |
| США (Billboard Top Rock Albums)        | 25             |
| США (Billboard Top Music Videos)       | 5              |
| Швейцария (Schweizer Hitparade)        | 77             |
| Шотландия (Scottish Albums Chart)      | 6              |

## Сертификации и продажи
| Регион                                                                      | Сертификация | Продажи |
| --------------------------------------------------------------------------- | ------------ | ------- |
| Великобритания (BPI)                                                        | Серебряный   | 60 000  |
| Данные о продажах + прослушиваниях приведены только на основе сертификации. |              |         |

## История релиза
| Дата            | Территория           | Лейбл(ы)                       | Формат(ы) |
| --------------- | -------------------- | ------------------------------ | --- |
| 23 июля 2007    | Великобритания       | A&E Records                    | CD (стандартное издание), 2CD (специальное издание), DVD, цифровая дистрибуция (релиз в iTunes, вместе с бонус-треком) |
| 23 июля 2007    | Китайская Республика | Warner Bros. Records           | 2CD (специальное издание)                                                                                              |
| 24 июля 2007    | США                  | UMe/Geffen Records/Almo Sounds | CD (стандартное издание), 2CD (специальное издание), DVD                                                               |
| 27 июля 2007    | Россия               | Союз                           | CD (стандартное издание)                                                                                               |
| 27 июля 2007    | ЮАР                  | Warner Bros. Records           | CD (стандартное издание)                                                                                               |
| 27 июля 2007    | Европейский союз     | Warner Bros. Records           | CD (стандартное издание), 2CD (специальное издание), DVD                                                               |
| 31 июля 2007    | Канада               | Universal Music                | CD (стандартное издание), 2CD (специальное издание), DVD                                                               |
| 10 августа 2007 | Австралия            | Warner Bros. Records           | CD (стандартное издание), 2CD (специальное издание), DVD                                                               |
| 10 августа 2007 | Новая Зеландия       | Warner Bros. Records           | CD (стандартное издание), 2CD (специальное издание), DVD                                                               |
| 28 августа 2007 | Германия             | Warner Bros. Records           | DVD |
| 5 сентября 2007 | Япония               | Warner Bros. Records           | CD (стандартное издание)                                                                                               |